# Remigia incurvalis
Remigia incurvalis är en fjärilsart som beskrevs av William Schaus 1923. Remigia incurvalis ingår i släktet Remigia och familjen nattflyn. Inga underarter finns listade.